# SAKURANBO
SAKURANBO（さくらんぼ）は、日本のアコースティックデュオ。姉のaki（あき）と妹のSaFFy（さふぃー）の姉妹2人組み。障がい者専門芸能プロダクション「CoCo-Lifeタレント部」第二専属タレント。

## メンバー
- 姉aki(あき)

1983年5月10日生・O型・おうし座、ボーカル・サイドギター・作詞作曲
- 妹SaFFy(さふぃ)

1988年5月2日生・O型・おうし座、リードギター・コーラス・編曲

## 経歴
静岡県三島市出身。シンガーソングライター吉川英二を父に持ち、幼いころから音楽に親しむ。当初はひらがな表記で「さくらんぼ」と名乗り、コピー曲を演奏していたが、姉akiの大学受験を機に約2年間活動停止。2002年に「SAKURANBO」に改名。2003年NHKサマーソングバトルに出演し、オリジナル楽曲「風の上のもみじ」でデビュー。その後、2004年～2005年にかけて、NHK熱唱オンエアバトルの常連歌手となる。1stアルバム「春一番が吹いたら」を2005年2月23日コロムビアミュージックエンタテインメントよりリリース。同ミニアルバムのプロデュースには元ダディ竹千代&東京おとぼけCATSのダディ竹千代、ディレクターには元同バンドのボーン助谷が携わっている。テレビ出演、ラジオ出演、ストリートライブ、コンサートに加え、学校関連の教育機関や公共団体主催の教育講演などでも活動を展開。

## 作品・作風・パフォーマンス
二人ともアコースティック・ギターを手にし、透明感のある世界や高い声から、往年の姉妹女性デュオ、シモンズを連想させるという評価があり、2008年にテレ遊びパフォー!で紹介された際も出演者であるテリー伊藤が、「シモンズをほうふつさせる。」と発言している。
また、2人は骨形成不全症という病気のため車椅子に座ってのパフォーマンスをする。日頃、メディアに対しても障害を前面に出した紹介や広告キャッチフレーズを起用することがなく、障害の有無という壁を越えた音楽活動を展開している。
創作活動については、akiが作詞・作曲を手掛け、SaFFyが編曲を手がけるスタイル。主に自然から得るインスピレーションを詩的に表現することをベースに人間の内面へ向かっていく哲学的テーマの作風が多い。アコースティックとR&B・ジャズ・ブルースを融合させた激しい楽曲や、ミディアム・テンポの楽曲などもレパートリーに持つ。ライブパフォーマンスでは、漫才コンビを思わせるようなユーモアある姉妹の掛け合いとakiの詩朗読を交えたをトークを得意とする。

## 略歴
1999年
- 出身地静岡県でデュオグループ「さくらんぼ」を結成し、Kiroroや19などのコピー楽曲で地元イベントを中心に活動

2000年　
- 姉akiの大学受験のため音楽活動休止

2002年
- 11月　デュオグループ「SAKURANBO」として再結成、オリジナル曲による演奏を開始し本格的な音楽活動を始める

2003年
- 7月　NHK「サマーソングバトル」予選・決勝戦出演
- 12月 NHK「サマーソングバトル」出場者の演奏による・オムニバスCD（LIVE）「サマーソングバトルファイナルピックアップ７」発売（NHK出版）　楽曲「風の上のもみじ」で参加

2004年
- NHK「オンエアバトル熱唱編」に常連歌手として出演

2005年　
- NHK「熱唱オンエアバトル」に常連歌手として出演
- 2月　1stミニアルバム「春一番が吹いたら」（全6曲収録）リリース

2006年
- テレビ朝日系「ストリートファイターズ」に参加

2008年
- NHK「テレ遊びパフォー!」で演奏動画を紹介される

2012年
- 「第9回ゴールドコンサート」（東京国際フォーラム）に出演、「楽曲賞」受賞。

## CD作品
1stミニアルバム「春一番が吹いたら」
- 発売元：コロムビアミュージックエンターテイメント
- レーベル：BATTLE C
- 出版：NHK出版
- 商品番号：COCP-33080
- 収録曲目

1. 空と私と桜～いいことばかりじゃない君へ～
2. ぽろぽろ
3. 風の上のもみじ
4. キャラメル
5. ビルの谷間
6. 春一番が吹いたら

### 自主制作
シングル「ひらり。」
1. ひらり。
2. Jeans

シングル「ゆびきり」
1. ゆびきり
2. 真昼の星空

ミニアルバム「蓮華の花の咲く道」
1. 春夏秋冬
2. 蓮華の花の咲く道
3. 空と私と桜
4. マツユキソウ
5. キャラメル
6. 七つの海を越えて
7. ぽろぽろ
8. 真昼の星空
9. 風の上のもみじ

## その他の活動
- 妹SaFFyについては、イラストレーターとしても活動を展開。鮮やかな色彩とふんわりとしたタッチで、かわいらしい少女や動物の絵を描く作風を用い、キャラクターとして2匹の犬が度々登場する。SAKURANBOのCDジャケットやその他のイメージキャラクターは、すべて彼女のイラスト作品がデザインとして起用されている。
- 姉akiについては、作詞・作曲以外にも自身のブログなどで、自身の詩も発表することが度々ある。